# Laurent Delorge
Laurent Delorge (Lovanio, 21 luglio 1979) è un ex calciatore belga, di ruolo difensore.

## Carriera
Con il Roda JC il 31 marzo 2013 ha toccato quota 100 presenze in campionato nel 2-2 contro il PSV Eindhoven.